# Margaret Hunt Hill Bridge
Il Margaret Hunt Hill Bridge è un ponte situato a Dallas, in Texas, che attraversa il fiume Trinity. Il ponte prende il nome da Margaret Hunt Hill.
Il ponte fu costruito come parte del Trinity River Project. Progettato da Santiago Calatrava, è uno dei tre ponti progettati per essere costruito sul fiume ed è stato inaugurato il 29 marzo 2012. 
Il ponte è una replica su scala dei ponti di Calatrava nord e sud di Reggio Emilia inaugurati nel 2007.